# Église Notre-Dame des Forges
L'église Notre-Dame des Forges est un lieu de culte catholique situé dans la commune de Tarnos, dans le département français des Landes. Elle fait l’objet d’une inscription au titre des monuments historiques depuis le 12 avril 2001.

## Présentation
L'édifice a été construit en 1895 au cœur d'un quartier d'ouvriers, de contremaîtres et d'ingénieurs travaillant pour les forges de l'Adour, qui ont cessé leur activité en 1965. Il comporte une nef et deux collatéraux à cinq travées surmontés d'une charpente métallique. L'église est fermée au culte depuis 1997.

## Galerie

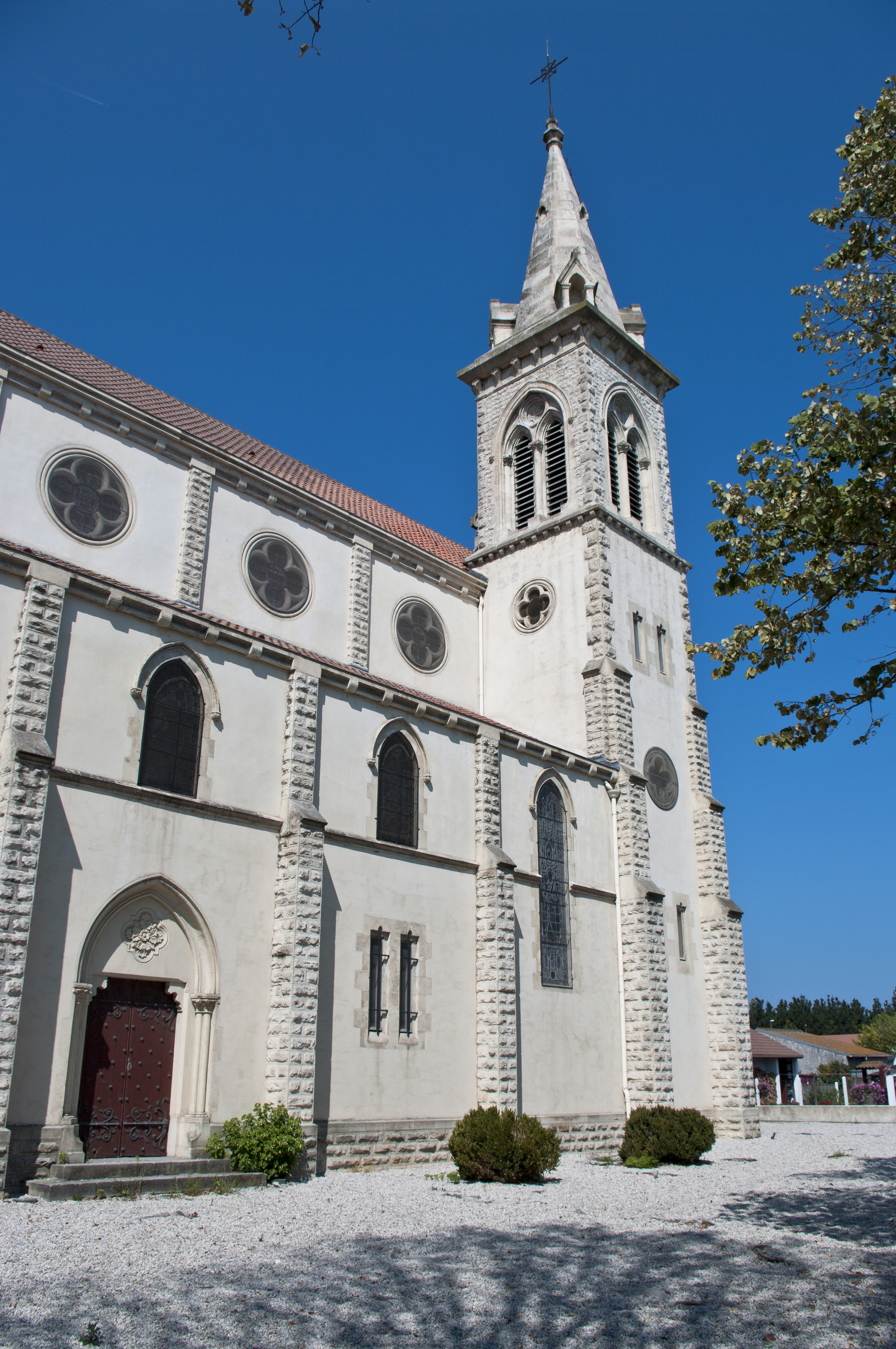
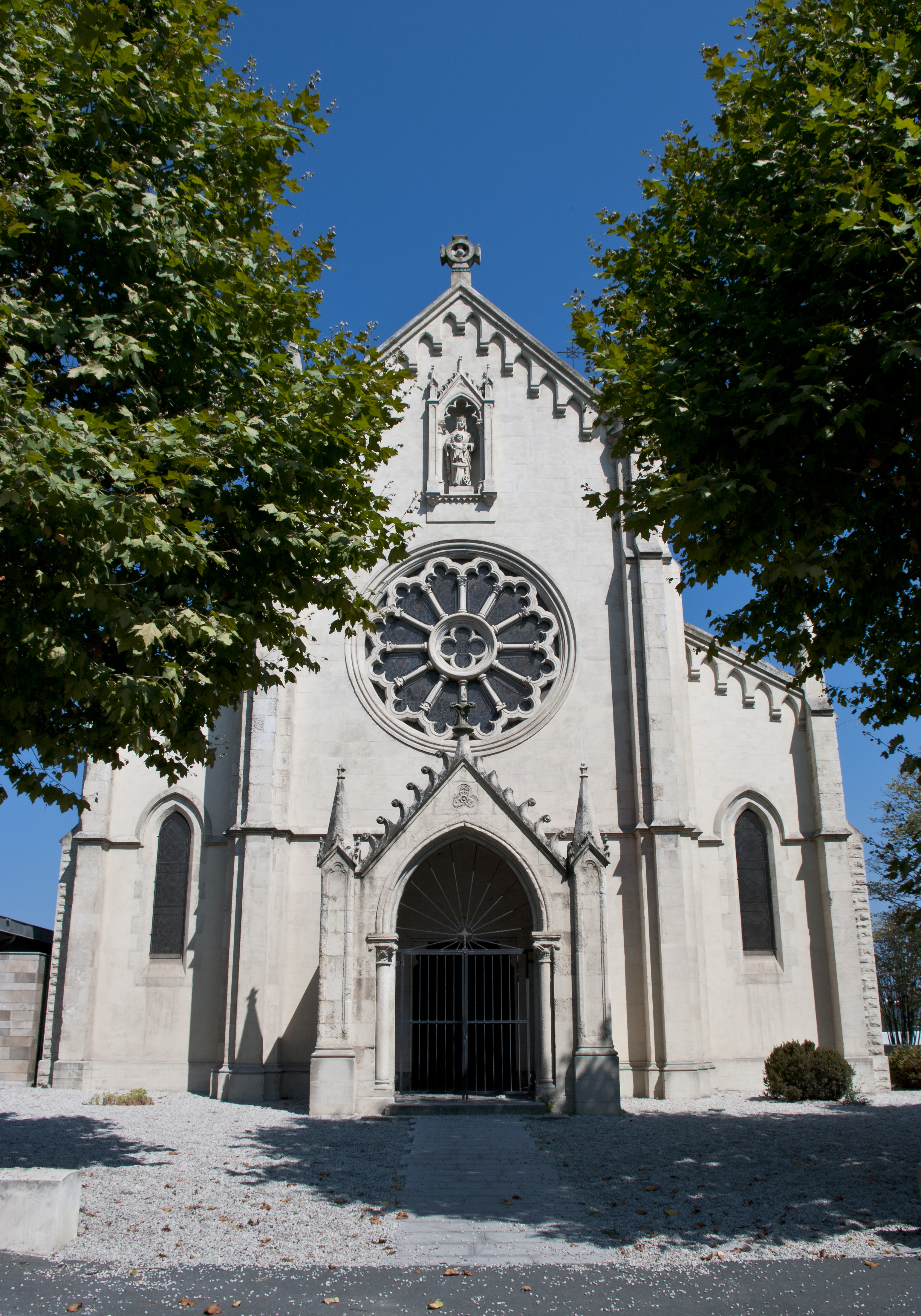
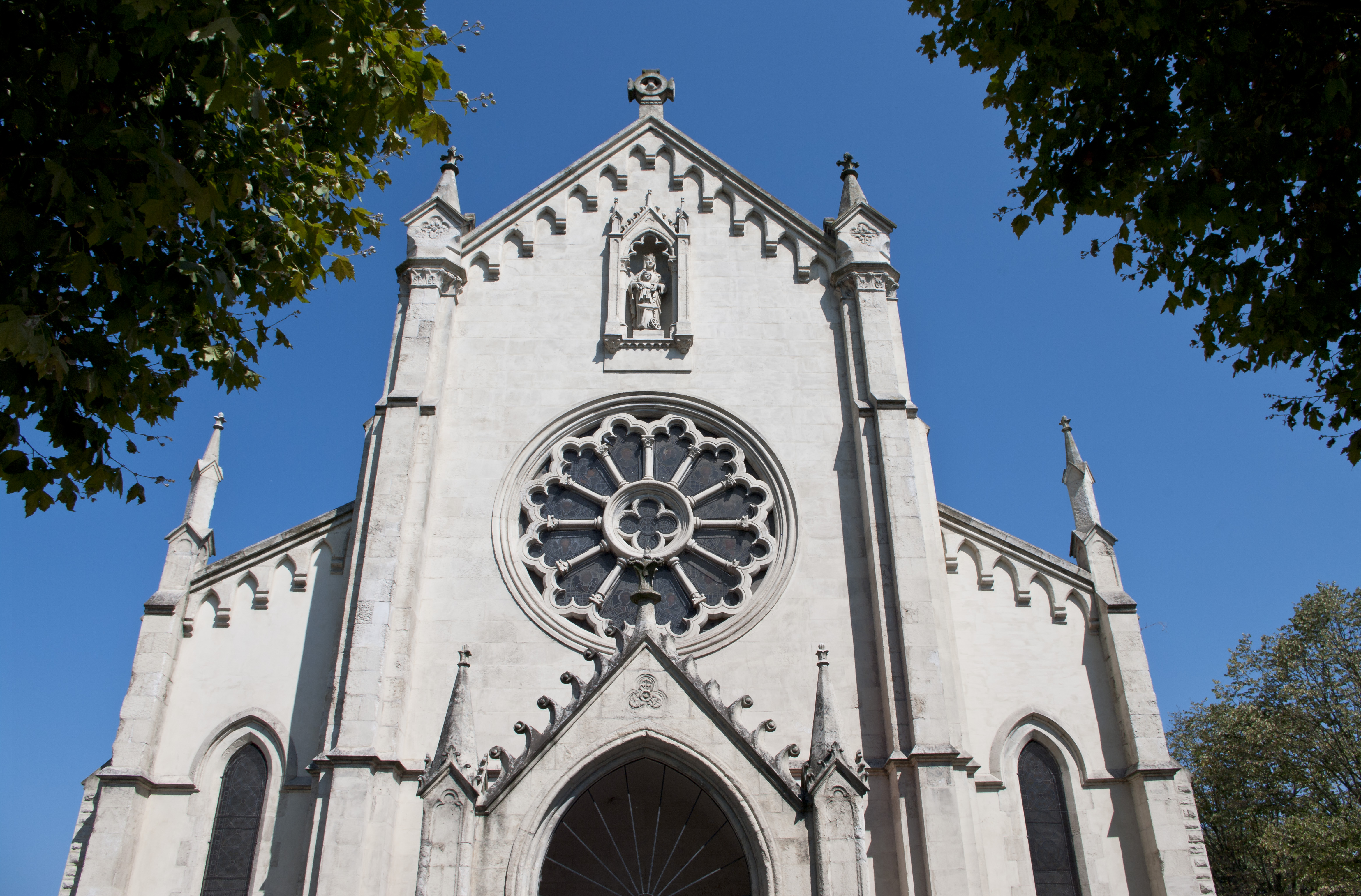
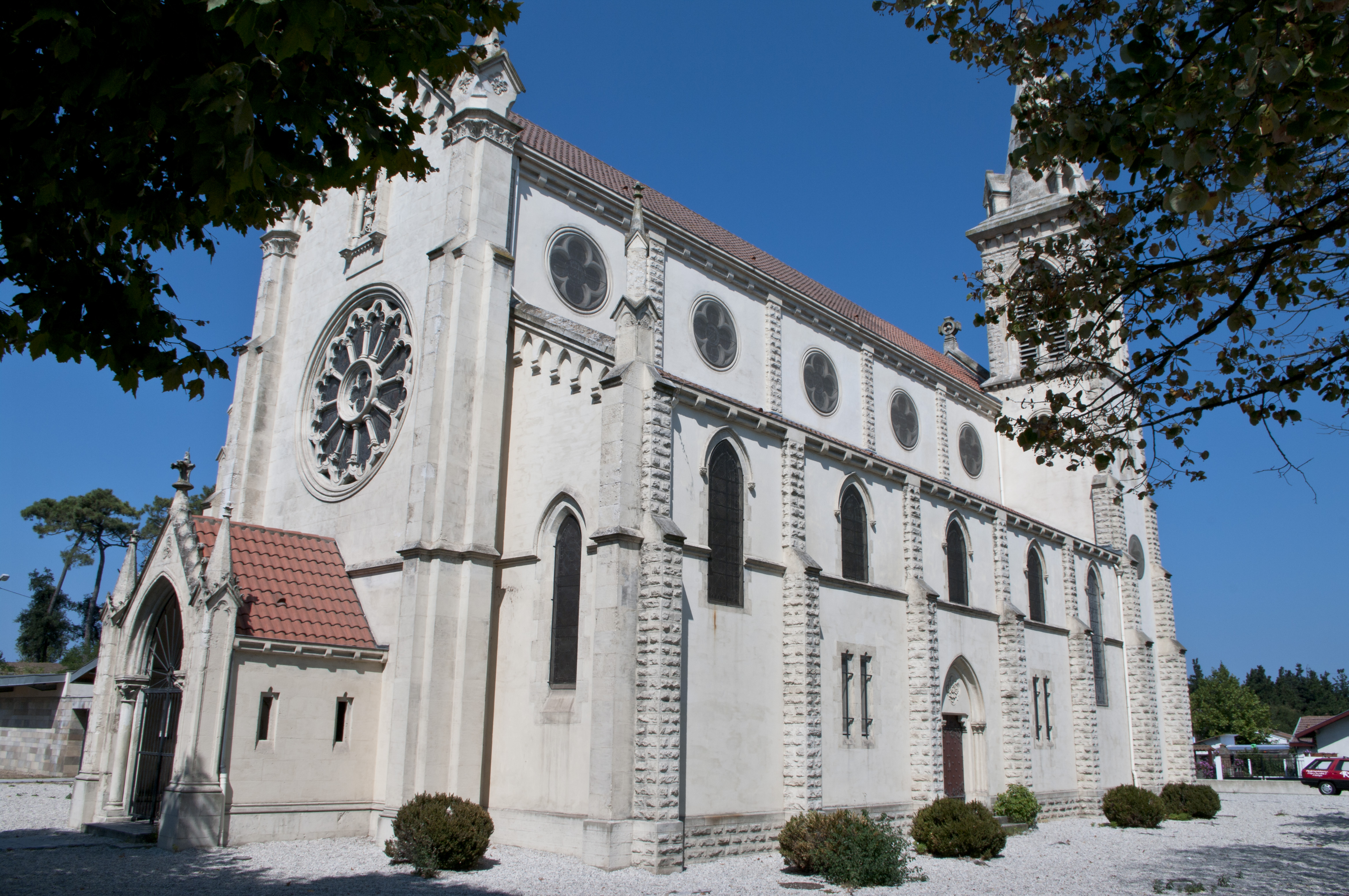